# Ševaš Njive
Ševaš Njive är en ort i Bosnien och Hercegovina.   Den ligger i entiteten Federationen Bosnien och Hercegovina, i den södra delen av landet, 90 km sydväst om huvudstaden Sarajevo. Ševaš Njive ligger 145 meter över havet och antalet invånare är 262.
Terrängen runt Ševaš Njive är kuperad söderut, men norrut är den platt. Närmaste större samhälle är Ljubuški, 17,6 km väster om Ševaš Njive. 
Runt Ševaš Njive är det ganska tätbefolkat, med 93 invånare per kvadratkilometer.